# 伊藤崇之
伊藤 崇之（いとう たかゆき、1996年4月14日 - ）は、長野県長野市出身のプロアイスホッケー選手。アジアリーグアイスホッケーの東北フリーブレイズに所属。
弟もプロアイスホッケー選手の伊藤俊之。

## 経歴

### 学生時代
両親の影響で3歳からアイスホッケーを始め、長野市や北佐久郡軽井沢町の軽井沢グリフィンズに所属。高校は水戸啓明高校に進学し、大学は法政大学へ進学。
法政大学在学中は軽井沢で実施された軽井沢GKクリニックではWorldHockeyLabの若林弘紀が主催するGKクリニックへの参加、チェコで行われたフランソワ・アレールのGKクリニックへも積極的に参加している。
横浜GRITSの古川駿とはGK豊作の同年代でもあり、互いに切磋琢磨しながら戦った良きライバルであった。

### Kiekko-Laser時代
2019年に大学を卒業した後はトライアウトを経て単身でフィンランドリーグのKiekko-Laser(Laser HT)へ入団。
2年目には、フィンランドリーグでは日本人として初めて開幕戦に先発出場した。

### Champigny時代
2021年にKiekko-Laser(Laser HT)との契約満了、退団し、その後フランスのChampignyのアイスホッケークラブChampigny HCへ入団。チーム内GK最多試合出場、チームをプレーオフへと導いた。

### 東北フリーブレイズ時代
2022年6月1日にアジアリーグアイスホッケーの東北フリーブレイズに入団した。ヨーロッパでのプレーが若林クリスの目に止まり、念願だったアジアリーグアイスホッケーへの入団を果たした。入団時には大学時の良きライバルでもあった東洋大学出身の同級生でもある古川駿が在籍していた事で、お互いに切磋琢磨しながらのプレーとなった。また、先にアジアリーグ入りしていた弟に続いて入団したことにより、アジアリーグ初の長野県から兄弟でのアジアリーガーが誕生することになった。
2022-2023シーズンは2022年9月10日にKOSÉ新横浜スケートセンターで開催された横浜GRITS戦に途中出場を果たし、アジアリーグデビューとなった。翌日にはアジアリーグ初先発出場を果たす。シーズン中の2022年12月に地元のビッグハットで行われた全日本アイスホッケー選手権大会で優勝し、キャリアで初めて日本一を経験する。

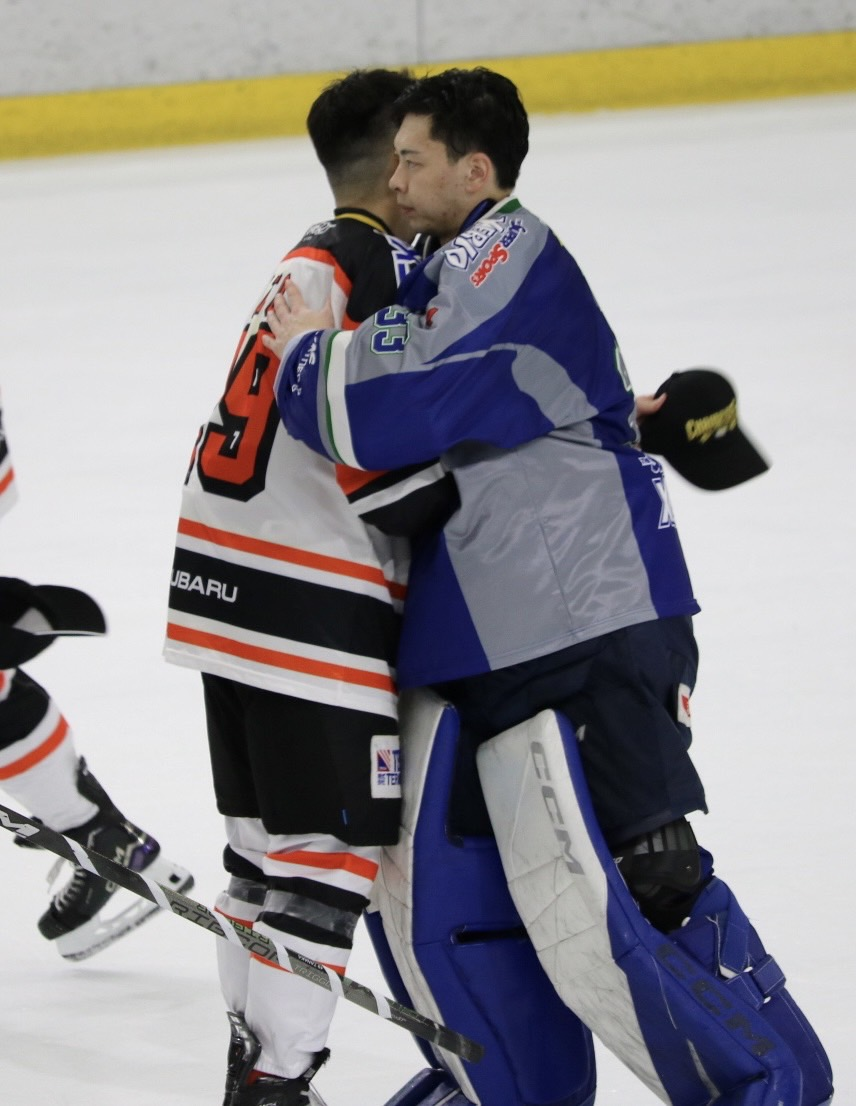
第91回全日本アイスホッケー選手権決勝にて

2023-2024シーズンは2023年10月16日にKOSÉ新横浜スケートセンターで開催された横浜GRITS戦に先発出場し、アジアリーグ初勝利。11月19日に本拠地のFLAT HACHINOHEでのH.C.栃木日光アイスバックス戦では延長戦を終えても無失点、その後のPSS戦においても勝利し、アジアリーグ初完封と本拠地のFLAT HACHINOHEでの初勝利を同時に達成した。シーズン中の2023年12月に横浜市で開催された全日本アイスホッケー選手権大会に東北フリーブレイズの一員として参加。12月10日にKOSÉ新横浜スケートセンターで実施されたH.C.栃木日光アイスバックスとの決勝戦では、弟の俊之と対戦することになった。尚、初戦と決勝戦に先発出場し、キャリアで初めて全日本選手権大会の出場を果たした。最終的にチームのGK陣の中で2番目に多い試合出場、セーブ率においてはチームトップという好成績で終えた。

### 日本代表時代
2025年のIIHF男子アジア選手権にて初めて日本代表に選出される。

## 人物
軽井沢開催と八戸開催のWorldHockeyLabの若林弘紀が主催するGKクリニックではデモンストレーターGKとして招聘される事が多い。